# 南徐村乡
南徐村乡，是中华人民共和国河北省邯郸市馆陶县下辖的一个乡镇级行政单位。

## 行政区划
南徐村乡下辖以下地区：
南徐村、马头中村、后许庄西村、马头北村、马头南村、后李八寨村、前许庄村、颜窝头村、翼浅村、东徐村、郭辛庄村、前李八寨村、毛圈村、河套村、西马兰村、西厂村、营盘村、东厂村、路头村、后许庄东村、康庄村、东马兰村、马窝头村、北韩庄村和北郭庄村。